# 舊皮利士葛道
舊皮利士葛道（英語：Old Prescott Road）是加拿大安大略省渥太華的一條道路，北始米治奧雲斯道，南迄驛馬隊道（Stagecoach Road）。
20世紀90年代末渥太華市合併之前，當地一名小學教師在舊皮利士葛道夾柏威道（Parkway Road）處的一場車禍中喪生。